# Berufsgenossenschaftliche Vorsorgeuntersuchung G26 (Rechtslage bis 31. August 2022)
Die berufsgenossenschaftliche Vorsorgeuntersuchung G.26 (auch arbeitsmedizinische Vorsorgeuntersuchung, betriebsärztliche Untersuchung u. a.) ist eine Vorsorge- und Eignungsuntersuchung, die durchgeführt wird, wenn Tätigkeiten unter Atemschutz in Unternehmen und insbesondere in Hilfsorganisationen wie der Feuerwehr und dem Technischen Hilfswerk vorgenommen werden sollen.
Maßgeblich sind die Vorschriften der §§ 6 und 7 der DGUV Vorschrift 49 – Feuerwehren und die Vorschriften der Verordnung zur arbeitsmedizinische Vorsorge (ArbMedVV) sowie im Weiteren der Feuerwehrdienstvorschrift 7 – Atemschutz bzw. der THW-Dienstvorschrift 7 – Atemschutz.
Die Untersuchungen dürfen nur von einem Arzt durchgeführt werden, der die Gebietsbezeichnung "Arbeitsmedizin" oder "Betriebsmedizin" führen darf, siehe § 7 Abs. 1 ArbMedVV.
Dafür, dass sich der Atemschutzgeräteträger der Untersuchung unterzieht, ist (in Feuerwehren) sowohl der Leiter der Feuerwehr (organisatorisch) als auch der Atemschutzgeräteträger selbst verantwortlich.

## Arten von G26-Untersuchungen
Die Untersuchungen richten sich nach dem berufsgenossenschaftlichen Grundsatz G26. Dieser unterteilt sich in mehrere Gruppen. Die G26.1 ist lediglich eine Angebotsvorsorge, während die Untersuchungen nach G26.2 und G26.3 Pflichtvorsorgen sind. Fehlt dem Atemschutzgeräteträger die notwendige Untersuchung, so darf er nicht unter Atemschutz eingesetzt werden.
Die Untersuchungen unterscheiden sich nach den Anforderungen, die an die Atemschutzgeräteträger gestellt werden, d. h. welche Gerätegruppen an Atemschutzgeräten getragen werden:
| Gerätegruppe                                                                                            | Beispiele für die Geräte:                                                                 | Untersuchung nach G26    | Durchzuführende medizinische Untersuchungen |
| --- | ----------------------------------------------------------------------------------------- | ------------------------ | --- |
| Gerätegruppe 1: Atemschutzgeräte mit einem Gewicht bis 3 Kilogramm und einem Atemwiderstand bis 5mbar   | - Filtermasken der Filterklasse FFP 1 - Filtermasken der Filterklasse FFP 2 - Staubmasken | G26.1 (Angebotsvorsorge) | - Anamnese - Gesundheitsuntersuchung, Beratung im Hinblick auf die Tätigkeit - Ärztliche Befundung, Dokumentation und Bescheinigung |
| Gerätegruppe 2: Atemschutzgeräte mit einem Gewicht bis 5 Kilogramm und einem Atemwiderstand über 5 mbar | - Gasfilter - Kombinationsfilter                                                          | G26.2 (Pflichtvorsorge)  | - G26.1 und zusätzlich: - Tonschwellenaudiometrie (Hörtest) - Spirometrie in Ruhe und mit Flussvolumenkurve (LuFu) - Sehtest - Urin-Mehrfachstreifen-Test - Blutentnahme und Blutbild - GPT, Gamma GT, Kreatinin, Blutzucker - EKG in Ruhe - Röntgen-Thorax-Aufnahme (nur nach ärztlicher Indikation) |
| Gerätegruppe 3: Atemschutzgeräte über 5 Kilogramm Gewicht und einem Atemwiderstand über 5 mbar          | - Vollmasken - Pressluftatmer                                                             | G26.3 (Pflichtvorsorge)  | - G26.1 und G26.2 und zusätzlich: - Ergometrie |

## Untersuchungsfristen

### Erstuntersuchung
Die Erstuntersuchung bei G26.2 und G26.3 erfolgt vor der Aufnahme der jeweiligen Tätigkeit. Dies kann beispielsweise die Aufnahme der Arbeit im jeweiligen Unternehmen sein oder auch der bevorstehende Lehrgang, in welchem die Befähigung zum Tragen von Atemschutzgeräten erworben wird (Atemschutzgeräteträgerlehrgang). Da die G26.1 nur eine Angebotsvorsorge ist, muss diese nicht zwingend vor der Aufnahme der Tätigkeit durchgeführt werden.

### Nachuntersuchungen
Zudem muss die entsprechende Untersuchung regelmäßig wiederholt werden. Die zweite Vorsorge erfolgt nach 12 Monaten, anschließend sind folgende Fristen maßgebend:
- bei Atemschutzgeräteträgern bis 50 Jahre vor Ablauf von 36 Monaten,
- bei Filtergeräteträgern über 50 Jahre vor Ablauf von 24 Monaten, gem. AMR 2.1 von 2016 gibt es diese Frist nicht, wird aber von den Ärzten dennoch oft genommen
- bei Trägern von umluftunabhängigen Atemschutzgeräten über 50 Jahre vor Ablauf von 12 Monaten
- bei Beendigung der Tätigkeit

Aufgrund der Formulierung "vor Ablauf" wird deutlich, dass mit Ablauf des letzten Monats der Atemschutzgeräteträger mangels Untersuchung keinen Atemschutz mehr tragen darf.
Vorzeitige Nachuntersuchungen gibt es vor allem nach mehrwöchiger Erkrankung oder körperlichen Beeinträchtigungen, die Anlass zu Bedenken gegen eine Weiterbeschäftigung geben könnten. Aber auch ärztliches Ermessen in Einzelfällen sowie der Wunsch des Beschäftigten, der einen ursächlichen Zusammenhang zwischen seiner Erkrankung und seiner Tätigkeit vermutet, können Gründe für vorzeitige Nachuntersuchungen sein.